# Гробница породице Чарнојевић у Руском Селу
Гробница породице Чарнојевић у Руском Селу, месту у граду Кикинда, представља заштићено непокретно културно добро као споменик културе од великог значаја.
Породица Чарнојевић угледна је и чувена првенствено по најистакнутијем представнику патријарху Арсенију III. Припадници гране породице Чарнојевић (носиоци племићког предиката Черновић де Мача) преминули у периоду 1840–1911, сахрањени су у гробници подигнутој 1843. на сеоском гробљу у Руском Селу, у порти цркве Успења Пресвете Богородице.
Гробница је саграђена од опеке, малтерисана и окречена. Основа је правоугаоног облика. Засведена је полуобличастим сводом, над којим је четворосливни кров. Изворни кровни покривач од шиндре замењен је 1936. поцинкованим лимом. Улазни део је истурен са западне стране, правоугаоне основе и опточен лимом са три стране. Врата су гвоздена. На бочним странама је пет полукружних прозора са масивним решеткама од кованог гвожђа.
У гробници је 13 дрвених и металних сандука. На мермерној плочи, постављеној на гробници, на српском и мађарском језику наведена су имена деветоро чланова породице Чарнојевић сахрањених на овом месту.
Текст са плоче:
ГРОБНИЦА ПОРОДИЦЕ ЧАРНОЈЕВИЋ
од Маче и Малог Оросина
- Павле 1755-1840
- Лаура рођ. Војнић ?-1842
- Дионе 1842-1865
- Арсен 1831-1889
- Петар 1810-1892
- Ружа рођ. Анастасијевић ?-1907
- Павле 1866 - 1907
- Марија ?-1906
- Лаура ?-1911

Гробница је пљачкана после Првог и Другог светског рата. Била је у веома лошем стању све до 2009. године, када је након вишедеценијског пропадања комплетно реконструирана.